# Розетус
Розетус (Rousettus) — рід лиликоподібних, родини Криланових, що об'єднує 10 сучасних видів тварин. Діапазон поширення охоплює Африку до Південно-Східної Азії і Тихоокеанських островів.

## Морфологія
Морфометрія. Довжина голови й тіла: 95—177 мм, хвіст довжиною 10—22 мм, довжина передпліччя: 65—103 мм, вага R. aegyptiacus: 81—171 грамів, вага R. amplexicaudatus: 54—75 грамів, вага R. leschenaultii: 45—105 грамів.
Опис. Самці значно більші за самиць. У дорослих самців деяких видів є залозові, яскраві рудо-оливкові волоски спереду шиї і з боків шиї. Верхні частини тіла, як правило, коричнюваті, низ дещо світліший. Принаймні два види, R. amplexicaudatus і R. leschenaultii мають комір із блідих коротких волосків. В іншому випадку, Rousettus мають сіру зовнішність.

## Поведінка
Rousettus трапляються в різних місцях проживання, від рівнин до гір. Можуть лаштувати сідала у склепах і храмах, тріщинах скель, садових деревах, і фінікових плантаціях, але найчастіше в печерах. Колонії R. leschenaultii можуть пересуватися разом із наявністю фруктів, а R. amplexicaudatus можуть здійснювати польоти на 40—50 км на добу за харчами. Під час польотів у темряві R. amplexicaudatus і R. aegyptiacus користуються ехолокацією. Раціон складається з фруктових соків і квіткового нектару. Розмір груп і колоній коливається від 2 або 3 до 2000 особин. Рід загалом має тенденцію бути гучним і неспокійним удень.

## Відтворення
Спарювання відбувається в основному з червня по вересень, вагітність триває близько 4 місяців, і пологи проходять із жовтня по грудень. Народжується одне маля, але час від часу народжується двійня. До початку березня молодь віднімають від грудей і вона здатна самостійно літати. У R. leschenaultii в Індії є два періоди народження: у березні й липні-серпні. Максимальна зафіксована тривалість життя для цього роду становить 22 роки й 11 місяців.

## Види
- Rousettus
  - Rousettus aegyptiacus
  - Rousettus amplexicaudatus
  - Rousettus bidens
  - Rousettus celebensis
  - Rousettus lanosus
  - Rousettus leschenaultii
  - Rousettus linduensis
  - Rousettus madagascariensis
  - Rousettus obliviosus
  - † Rousettus pattersoni
  - Rousettus spinalatus